# Zypern-Cup 2015
Der Zypern-Cup 2015 war die 8. Ausspielung des seit 2008 alljährlich ausgetragenen Frauenfußballturniers für Nationalmannschaften und fand vom 4. bis 11. März 2015 wie zuvor an verschiedenen Spielorten in der Republik Zypern statt. Das Turnier wurde vom englischen, finnischen, niederländischen und schottischen Verband organisiert. Mit England, Kanada und Australien nahmen drei Mannschaften aus den Top 10 der FIFA-Weltrangliste teil. Titelverteidiger Frankreich und die übrigen Mannschaften der Top 10 – mit Ausnahme von Nordkorea – nahmen am parallel dazu stattfindenden Algarve-Cup teil. Für sechs der zwölf Teilnehmer diente das Turnier auch als Vorbereitung auf die WM 2015.
Spielorte waren das GSP-Stadion in Nikosia, das Ammochostos-Stadion und GSZ-Stadion in Larnaka sowie das Tasos Markou in Paralimni.

## Teilnehmer
| Land        | Rang 1 | Anmerkung                                        |
| ----------- | ------ | ------------------------------------------------ |
| Australien  | 10     |                                                  |
| Belgien     | 26     | erste Teilnahme                                  |
| England     | 06     |                                                  |
| Finnland    | 23     |                                                  |
| Italien     | 14     |                                                  |
| Kanada      | 09     | Rekordsieger                                     |
| Mexiko      | 25     |                                                  |
| Niederlande | 11     |                                                  |
| Schottland  | 21     |                                                  |
| Südafrika   | 60     | nachträglich eingeladen an Stelle von Neuseeland |
| Südkorea    | 17     |                                                  |
| Tschechien  | 30     | erste Teilnahme                                  |

## Regularien
Am Turnier nahmen zwölf Nationalmannschaften teil. Die acht am höchsten eingeschätzten Mannschaften bildeten die Gruppen A und B, die vier schwächeren Mannschaften die Gruppe C. Zuerst spielten die Teams in ihrer Gruppe jeder gegen jeden um die Platzierung. Dabei war zunächst die beste Punktzahl, dann der direkte Vergleich und erst danach die Tordifferenz für die Platzierung entscheidend. Danach wurde wie folgt verfahren:
- Spiel um Platz 11: Die zweitbeste viertplatzierte Mannschaft der Gruppen A und B gegen den Vierten der Gruppe C
- Spiel um Platz 9: Die drittplatzierte Mannschaft der Gruppe C gegen die beste viertplatzierte Mannschaft der Gruppen A oder B.
- Spiel um Platz 7: Die drittplatzierten Mannschaften der Gruppen A und B
- Spiel um Platz 5: Die zweitbeste zweitplatzierte Mannschaft der Gruppen A und B gegen den Zweiten der Gruppe C
- Spiel um Platz 3: Die beste zweitplatzierte Mannschaft der Gruppen A und B gegen den Sieger der Gruppe C.
- Endspiel: Die Sieger der Gruppen A und B spielen um den Turniersieg.

Stand es nach der regulären Spielzeit der Platzierungsspiele unentschieden, folgte keine Verlängerung, sondern direkt im Anschluss ein Elfmeterschießen.
Da die FIFA die Spiele als „Freundschaftsspiele“ einstufte, durfte jede Mannschaft pro Spiel sechs Auswechslungen vornehmen. Im Laufe des Turniers erhaltene Gelbe Karten hatten keine akkumulierende Wirkung. Nach einer Gelb-Roten oder Roten Karte war eine Spielerin aber automatisch für das nächste Spiel gesperrt.
Die Spielerin, die die meisten Tore erzielte wurde als beste Torschützin ausgezeichnet. Bei mehreren Spielerinnen mit gleich vielen Toren, war die Spielerin besser, die eine geringere Einsatzzeit hatte, gibt es da auch mehrere, erhielt die jüngere Spielerin die Auszeichnung.
Die Gruppeneinteilung wurde am 19. Januar 2015 bekannt gegeben.

## Das Turnier

### Gruppenphase

#### Gruppe A
| Pl. | Land       | Sp. | S | U | N | Tore    | Diff. | Punkte |
| --- | ---------- | --- | - | - | - | ------- | ----- | ------ |
| 1.  | Kanada     | 3   | 3 | 0 | 0 | 004:000 | +4    | 09     |
| 2.  | Italien    | 3   | 2 | 0 | 1 | 005:400 | +1    | 06     |
| 3.  | Schottland | 3   | 1 | 0 | 2 | 004:600 | −2    | 03     |
| 4.  | Südkorea   | 3   | 0 | 0 | 3 | 002:500 | −3    | 0      |

|                                 |   |            |           |
| 4. März um 14:30 Uhr in Nikosia |   |            |           |
| Italien                         | – | Südkorea   | 2:1 (1:1) |
| 4. März um 17:30 Uhr in Nikosia |   |            |           |
| Schottland                      | – | Kanada     | 0:2 (0:1) |
| 6. März um 14:30 Uhr in Larnaka |   |            |           |
| Kanada                          | – | Südkorea   | 1:0 (0:0) |
| 6. März um 17:30 Uhr in Larnaka |   |            |           |
| Italien                         | – | Schottland | 3:2 (1:0) |
| 9. März um 14:30 Uhr in Nikosia |   |            |           |
| Italien                         | – | Kanada     | 0:1 (0:0) |
| 9. März um 14:30 Uhr in Larnaka |   |            |           |
| Schottland                      | – | Südkorea   | 2:1 (1:1) |

#### Gruppe B
| Pl. | Land        | Sp. | S | U | N | Tore    | Diff. | Punkte |
| --- | ----------- | --- | - | - | - | ------- | ----- | ------ |
| 1.  | England     | 3   | 2 | 1 | 0 | 007:200 | +5    | 07     |
| 2.  | Australien  | 3   | 2 | 0 | 1 | 004:300 | +1    | 06     |
| 3.  | Niederlande | 3   | 0 | 2 | 1 | 001:200 | −1    | 02     |
| 4.  | Finnland    | 3   | 0 | 1 | 2 | 001:600 | −5    | 01     |

|                                 |   |             |           |
| 4. März um 14:30 Uhr in Larnaka |   |             |           |
| Finnland                        | – | England     | 1:3 (0:1) |
| 4. März um 17:30 Uhr in Larnaka |   |             |           |
| Niederlande                     | – | Australien  | 0:1 (0:0) |
| 6. März um 14:30 Uhr in Nikosia |   |             |           |
| Finnland                        | – | Niederlande | 0:0       |
| 6. März um 17:30 Uhr in Nikosia |   |             |           |
| Australien                      | – | England     | 0:3 (0:2) |
| 9. März um 17:30 Uhr in Nikosia |   |             |           |
| Niederlande                     | – | England     | 1:1 (1:1) |
| 9. März um 17:30 Uhr in Larnaka |   |             |           |
| Australien                      | – | Finnland    | 3:0 (1:0) |

#### Gruppe C
| Pl. | Land       | Sp. | S | U | N | Tore    | Diff. | Punkte |
| --- | ---------- | --- | - | - | - | ------- | ----- | ------ |
| 1.  | Mexiko     | 3   | 2 | 1 | 0 | 003:000 | +3    | 07     |
| 2.  | Tschechien | 3   | 1 | 1 | 1 | 003:300 | ±0    | 04     |
| 3.  | Südafrika  | 3   | 1 | 0 | 2 | 001:300 | −2    | 03     |
| 4.  | Belgien    | 3   | 0 | 2 | 1 | 002:300 | −1    | 02     |

|                                   |   |            |           |
| 4. März um 14:30 Uhr in Paralimni |   |            |           |
| Mexiko                            | – | Südafrika  | 2:0 (0:0) |
| 4. März um 17:30 Uhr in Paralimni |   |            |           |
| Tschechien                        | – | Belgien    | 2:2 (1:1) |
| 6. März um 14:30 Uhr in Paralimni |   |            |           |
| Belgien                           | – | Südafrika  | 0:1 (0:1) |
| 6. März um 17:30 Uhr in Paralimni |   |            |           |
| Tschechien                        | – | Mexiko     | 0:1 (0:0) |
| 9. März um 14:30 Uhr in Paralimni |   |            |           |
| Südafrika                         | – | Tschechien | 0:1 (0:0) |
| 9. März um 17:30 Uhr in Paralimni |   |            |           |
| Mexiko                            | – | Belgien    | 0:0       |

### Platzierungsspiele
Spiel um Platz 11
|                                    |   |         |                      |
| 11. März um 11:00 Uhr in Paralimni |   |         |                      |
| Südkorea                           | – | Belgien | 1:1 (0:0), 5:3 i. E. |

Spiel um Platz 9
|                                  |   |           |           |
| 11. März um 12:00 Uhr in Nikosia |   |           |           |
| Finnland                         | – | Südafrika | 2:1 (2:0) |

Spiel um Platz 7
|                                  |   |             |           |
| 11. März um 13:00 Uhr in Larnaka |   |             |           |
| Schottland                       | – | Niederlande | 3:1 (1:0) |

Spiel um Platz 5
|                                    |   |            |           |
| 11. März um 14:00 Uhr in Paralimni |   |            |           |
| Australien                         | – | Tschechien | 6:2 (3:1) |

Spiel um Platz 3
|                                  |   |        |           |
| 11. März um 14:00 Uhr in Larnaka |   |        |           |
| Italien                          | – | Mexiko | 2:3 (0:1) |

### Finale
| Kanada                                              | Kanada | England | England |
| --------------------------------------------------- | --- | --- | ------- |
| Kanada                                              | \| 11. März 2015 um 18:30 Uhr in Larnaka (GSZ-Stadion) \| \| Ergebnis: 0:1 (0:0) \| \| Zuschauer: 100 \| \| Spielbericht \| | \| 11. März 2015 um 18:30 Uhr in Larnaka (GSZ-Stadion) \| \| Ergebnis: 0:1 (0:0) \| \| Zuschauer: 100 \| \| Spielbericht \| | England |
| Kanada                                              | Erin McLeod – Kadeisha Buchanan, Rhian Wilkinson, Josée Bélanger (76. Janine Beckie), Desiree Scott, Christine Sinclair , Sophie Schmidt, Melissa Tancredi (26. Adriana Leon), Allysha Chapman, Ashley Lawrence (67. Jessie Fleming), Rebecca Quinn (67. Carmelina Moscato) Cheftrainer: John Herdman ( England) | Siobhan Chamberlain – Alex Scott, Laura Bassett, Alex Greenwood, Claire Rafferty (68. Gemma Bonner) – Jordan Nobbs , Jill Scott (68. Katie Chapman), Fara Williams, Karen Carney (90. Fran Kirby) – Jodie Taylor (88. Jade Moore), Lianne Sanderson Cheftrainer: Mark Sampson | England |
| Kanada                                              | 0:1 Lianne Sanderson (67.) | | England |
| Kanada                                              | Adriana Leon, Allysha Chapman, Janine Beckie | Claire Rafferty, Jodie Taylor | England |
| 11. März 2015 um 18:30 Uhr in Larnaka (GSZ-Stadion) | | |         |
| Ergebnis: 0:1 (0:0)                                 | | |         |
| Zuschauer: 100                                      | | |         |
| Spielbericht                                        | | |         |

## Torschützinnen
| Rang | Spielerin           | Tore |
| ---- | ------------------- | ---- |
| 0 1  | Kim Little          | 0 5  |
| 0 2  | Jodie Taylor        | 0 3  |
| 0 3  | Ashleigh Sykes      | 0 2  |
| 0 3  | Emily van Egmond    | 0 2  |
| 0 3  | Yana Daniels        | 0 2  |
| 0 3  | Christine Sinclair  | 0 2  |
| 0 3  | Eniola Aluko        | 0 2  |
| 0 3  | Lianne Sanderson    | 0 2  |
| 0 3  | Cristiana Girelli   | 0 2  |
| 0 3  | Alia Guagni         | 0 2  |
| 0 3  | Charlyn Corral      | 0 2  |
| 0 3  | Jermaine Seoposenwe | 0 2  |
| 013  | 31 Spielerinnen     | 0 1  |

## Besonderheiten
- Kanada erreichte zum siebten Mal das Finale. Nur 2014 stand Kanada nicht im Finale.
- England und Kanada standen sich zum dritten Mal im Finale gegenüber, das war auch zuvor schon die häufigste und einzige Finalpaarung, die es mehr als einmal gab. Beide spielten zudem dreimal in der Gruppenphase gegeneinander. Mit dem Sieg zog England in der Anzahl der Titel mit Kanada gleich, so dass nun beide mit je 3 Titeln Rekordsieger sind. England gewann alle Endspiele gegen Kanada, Kanada gewann immer gegen andere Mannschaften.
- Die Partien England gegen Kanada und Niederlande gegen Schottland sind die häufigsten Paarungen beim Zypern-Cup: je 6
- Während des Turniers absolvierte Loes Geurts (Niederlande) ihr 100. Länderspiel.